# باشگاه فوتبال پاری سن-ژرمن
باشگاه فوتبال پاری سن-ژرمن (به فرانسوی: Paris Saint-Germain Football Club) (فرانسوی: [paʁi sɛ̃ʒɛʁmɛ̃])، که معمولاً با نام پاری سن-ژرمن یا به اختصار پی‌اس‌جی شناخته می‌شود، یک باشگاه فوتبال حرفه‌ای فرانسوی در پاریس است. آنها در دسته برتر فوتبال فرانسه با عنوان لیگ ۱ رقابت می‌کنند. با ۵۲ جام معتبر، پی‌اس‌جی پرافتخارترین باشگاه فرانسه است.
پی‌اس‌جی در سال ۱۹۷۰ و پس از ادغام باشگاه‌های پاریس و استاد سن-ژرمن تأسیس شد و سابقه بیشترین حضور متوالی در لیگ برتر فرانسه را دارد. آنها محبوب‌ترین باشگاه فوتبال در فرانسه و از پرطرف‌دارترین تیم‌های جهان هستند. به دلیل رنگ پیراهنشان که شامل سفید نیز می‌شود، لقبشان قرمز و آبی‌ها است و نشان باشگاه دو نماد برج ایفل و گل زنبق را شامل می‌شود. این تیم رقابت دیرینه‌ای با مارسی دارد که با نام لو کلاسیک شهره است. پی‌اس‌جی از سال ۱۹۷۳ بازی‌های خانگی خود را در ورزشگاه ۴۸٬۰۰۰ نفری پارک د پرنس پاریس برگزار کرده که در منطقه شانزدهم پاریس در نزدیکی کمون بولونی-بیانکور واقع شده است.
اولین افتخار بزرگ آنها، کسب جام حذفی فرانسه در سال ۱۹۸۲ بود و اولین قهرمانیشان در لیگ ۱ در سال ۱۹۸۶ به دست آمد. دهه ۱۹۹۰، از موفق‌ترین دوره‌های تاریخ باشگاه بود و در دهه ۲۰۰۰، افت شدیدی داشتند اما از سال ۲۰۱۱، پس از آنکه باشگاه توسط شرکت سرمایه‌گذاری ورزشی قطر خریداری شد، پاریسی‌ها از نو احیا شدند. به لطف سرمایه‌گذاری مالی قابل توجه قطری‌ها، باشگاه بازیکنان بزرگی چون زلاتان ابراهیموویچ، نیمار، کیلیان امباپه و لیونل مسی را خریداری کرد و بر رقابت‌های داخلی سیطره یافت و یگانه قهرمان لیگ و جام حذفی شد، اما در اروپا عملکرد مطلوب مالکانش را نداشت. پس از تغییر رویکرد باشگاه از مدل ستاره‌محور به تیم‌محور و اتکاء به بازیکنان جوان‌تر، پاریس سه‌گانه‌ی لیگ، جام حذفی و لیگ قهرمانان اروپا را در سال ۲۰۲۵ به دست آورد که اولین قهرمانی آنها در این رقابت اروپائی بود.
پاری سن-ژرمن ۴۹ جام داخلی کسب کرده است: ۱۳ قهرمانی در لیگ ۱، ۱۶ قهرمانی در جام حذفی، ۹ قهرمانی در جام اتحادیه و ۱۳ قهرمانی در سوپرجام که در همه این عناوین، رکورددار فوتبال فرانسه است. در سطح بین‌المللی، در سال‌های ۲۰۲۰ و ۲۰۲۵ به فینال لیگ قهرمانان اروپا رسید که در دومین تجربه، جام را بالای سر برد و یکی از دو باشگاه فرانسوی شد که یک عنوان بزرگ اروپایی را به دست آورده است. از دیگر قهرمانی‌های بین‌المللی پاریسی‌ها، جام در جام اروپا در سال ۱۹۹۶ و جام اینترتوتو در سال ۲۰۰۱ است. 
در سال ۲۰۱۱، اکثریت سهام باشگاه پاری سن-ژرمن متعلق به شرکت سرمایه‌گذاری‌های ورزشی قطر بود و از سال ۲۰۱۲، ۸۷.۵٪ از سهام را در اختیار داشت، در حالی که شرکت سرمایه‌گذاری آمریکایی آرکتوس پارتنرز، ۱۲.۵٪ باقی‌مانده را به دست گرفت. با سرمایه قطری‌ها، پاری سن-ژرمن ثروتمندترین باشگاه فرانسه و یکی از ثروتمندترین باشگاه‌های جهان است. در ژانویه ۲۰۲۵، پاری سن ژرمن طبق گزارش دیلویت، با درآمد سالانه ۸۰۶ میلیون یورو، سومین باشگاه پردرآمد دنیای فوتبال و طبق گزارش فوربز، با ارزش ۴.۴ میلیارد دلار، هفتمین باشگاه ارزشمند فوتبال جهان بود.

## تاریخچه
این باشگاه در ۱۲ اوت ۱۹۷۰ با ادغام ۲ باشگاه «پاریس» و «استاد سن-ژرمن» به وجود آمد. این تیم از سال ۱۹۷۴ تاکنون در لیگ ۱ فرانسه بازی می‌کند و تاکنون ۱۳ بار این لیگ را فتح کرده است. همچنین سابقه یک قهرمانی و یک نایب قهرمانی لیگ قهرمانان اروپا را دارد.

## نماد و رنگ
شاید خیلی‌ها با توجه به رنگ کنونی پیراهن این تیم پاری سن ژرمن را بارنگ سرمه‌ای می‌شناسند اما پیش از این مردان پی.اس. جی از پیراهن‌های روشنتری استفاده می‌کردند و رنگ آبی نماد این باشگاه است. در لوگوی باشگاه نیز برج ایفل در میان یک دایره آبی رنگ قرار دارد.

## لُ کلاسیک

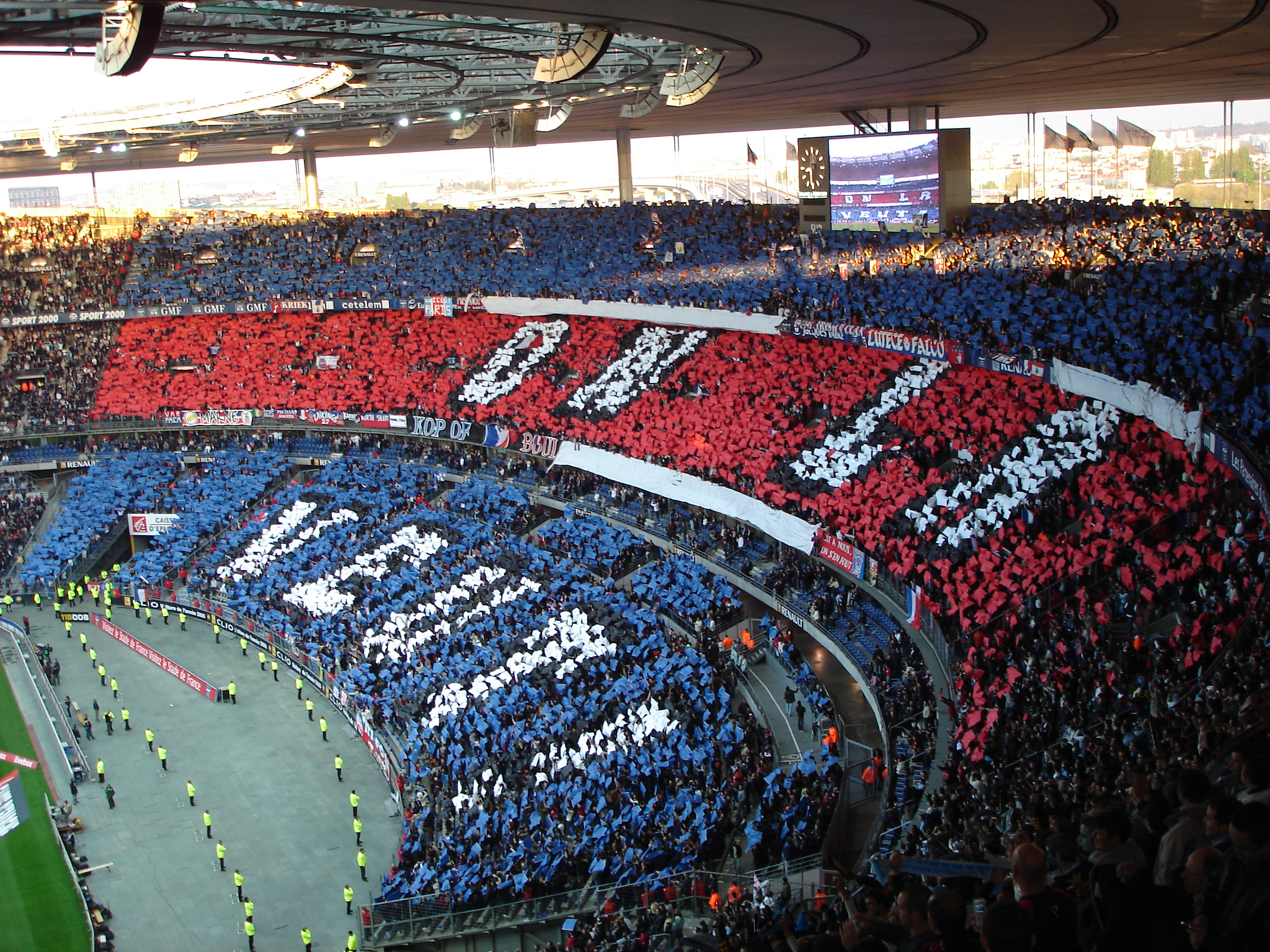
هواداران پاری سن ژرمن

لُ کلاسیک (تلفظ فرانسوی: lə klasik) یا لِ کلاسیکو نام مهم‌ترین مسابقه فوتبال در کشور فرانسه می‌باشد که در آن دو تیم پرطرفدار پاری سن ژرمن از شهر پاریس و المپیک مارسی از بندر مارسی با هم بازی می‌کنند.

## ورزشگاه
ورزشگاه این باشگاه ورزشگاه پارک د پرنس (به فرانسوی: Parc des princes) از نظر ظرفیت سومین ورزشگاه بزرگ فرانسه است و از سال ۱۹۷۴ تاکنون ورزشگاه اصلی پاری سن-ژرمن بوده است.

## بازیکنان
| شماره |           | پست       | بازیکن                      |
| ----- | --------- | --------- | --------------------------- |
| ۱     | ایتالیا   | دروازه‌بان | جانلوئیجی دوناروما          |
| ۲     | مراکش     | مدافع     | اشرف حکیمی                  |
| ۳     | فرانسه    | مدافع     | پرسنل کیمپمبه (کاپیتان دوم) |
| ۵     | برزیل     | مدافع     | مارکینیوس (کاپیتان)         |
| ۸     | اسپانیا   | هافبک     | فابیان رویز                 |
| ۹     | پرتغال    | مهاجم     | گونسالو راموس               |
| ۱۰    | فرانسه    | مهاجم     | عثمان دمبله                 |
| ۱۱    | اسپانیا   | مهاجم     | مارکو آسنسیو                |
| ۱۴    | فرانسه    | مهاجم     | دزیره دوئه                  |
| ۱۷    | پرتغال    | هافبک     | ویتینیا                     |
| ۱۹    | کره جنوبی | هافبک     | کنگین لی                    |

| شماره |         | پست       | بازیکن           |
| ----- | ------- | --------- | ---------------- |
| ۲۱    | فرانسه  | مدافع     | لوکاس هرناندز    |
| ۲۳    | فرانسه  | مهاجم     | رندال کولو موانی |
| ۲۴    | فرانسه  | هافبک     | سنی مایولو       |
| ۲۵    | پرتغال  | مدافع     | نونو مندز        |
| ۲۹    | فرانسه  | مهاجم     | بردلی بارکولا    |
| ۳۳    | فرانسه  | هافبک     | وارن زائیر-امری  |
| ۳۵    | برزیل   | مدافع     | لوکاس برالدو     |
| ۳۷    | اسلواکی | مدافع     | میلان اشکرینیار  |
| ۳۹    | روسیه   | دروازه‌بان | ماتوی سفانوف     |
| ۴۲    | فرانسه  | مدافع     | یورام زاگ        |
| ۴۹    | فرانسه  | مهاجم     | ابراهیم ام‌بایه   |
| ۵۱    | اکوادور | مدافع     | ویلیام پاچو      |
| ۸۰    | اسپانیا | دروازه‌بان | آرناو تناس       |
| ۸۷    | پرتغال  | هافبک     | ژوائو نوس        |

## مقامات باشگاه
تا تاریخ ۹ دسامبر ۲۰۲۳.

### هیئت مدیریت
| سمت                     | نام             |  |
| مدیرعامل                | ناصر الخلیفی    |  |
| دبیرکل                  | ویکتوریانو ملرو |  |
| متصدی بازدهی سرمایه     | مارک آرمسترانگ  |  |
| متصدی برند              | فابیان آلگره    |  |
| مسئول ارتباطات شرکت     | میشل ژیلبر      |  |
| مسئول ارتباطات تیم اصلی | پاسکال فرره     |  |
| مشاور فوتبال            | لوئیس کامپوس    |  |
| معاون اول فوتبال        | اولیویه گانه    |  |

### کادر فنی
| سمت                     | نام           | Luis Enrique. |
| سرمربی تیم اصلی         | لوییس انریکه  | Luis Enrique. |
| دستیار مربی اول         | رافل پل       | Luis Enrique. |
| دستیار مربی دوم         | آیتور اونزوئه | Luis Enrique. |
| روانشناس                | خواکین والدس  | Luis Enrique. |
| مربی بدنسازی            | پدرو گومس     | Luis Enrique. |
| دستیار مربی بدنسازی     | آلبرتو پیرناس | Luis Enrique. |
| مربی دروازه‌بان‌ها        | برخا آلوارس   | Luis Enrique. |
| دستیار مربی دروازه‌بان‌ها | ژان-لوک اوبه  | Luis Enrique. |

## افتخارات
از فصل لیگ ۱ ۲۳–۲۰۲۲.
| نوع       | رقابت                 | عنوان‌ها | فصل‌ها |
| --------- | --------------------- | ------- | --- |
| داخلی     | لیگ ۱                 | ۱۳      | ۱۹۸۵–۸۶, ۱۹۹۳–۹۴, ۲۰۱۲–۱۳, ۲۰۱۳–۱۴, ۲۰۱۴–۱۵, ۲۰۱۵–۱۶, ۲۰۱۷–۱۸, ۲۰۱۸–۱۹, ۲۰۱۹–۲۰ , ۲۰۲۱–۲۲, ۲۰۲۲–۲۳ , ۲۰۲۳–۲۴, ۲۰۲۴-۲۵                             |
| داخلی     | لیگ ۲                 | ۱       | ۷۱–۱۹۷۰ |
| داخلی     | جام حذفی فرانسه       | ۱۶      | ۱۹۸۱–۸۲, ۱۹۸۲–۸۳, ۱۹۹۲–۹۳, ۱۹۹۴–۹۵, ۱۹۹۷–۹۸, ۲۰۰۳–۰۴, ۲۰۰۵–۰۶, ۲۰۰۹–۱۰, ۲۰۱۴–۱۵, ۲۰۱۵–۱۶, ۲۰۱۶–۱۷, ۲۰۱۷–۱۸, ۲۰۱۹–۲۰, ۲۰۲۰–۲۱, ۲۰۲۳-۲۴ , ۲۰۲۵_۲۰۲۴ |
| داخلی     | جام اتحادیه فرانسه    | ۹       | ۱۹۹۴–۹۵, ۱۹۹۷–۹۸, ۲۰۰۷–۰۸, ۲۰۱۳–۱۴, ۲۰۱۴–۱۵, ۲۰۱۵–۱۶, ۲۰۱۶–۱۷, ۲۰۱۷–۱۸, ۲۰۱۹–۲۰                                                                   |
| داخلی     | سوپر جام فرانسه       | ۱۳      | ۱۹۹۵, ۱۹۹۸, ۲۰۱۳, ۲۰۱۴, ۲۰۱۵, ۲۰۱۶, ۲۰۱۷, ۲۰۱۸, ۲۰۱۹, ۲۰۲۰, ۲۰۲۲, ۲۰۲۳ , ۲۰۲۵                                                                     |
| بین‌المللی | جام برندگان جام اروپا | ۱       | ۹۶–۱۹۹۵ |
| بین‌المللی | جام اینترتوتو         | ۱       | ۲۰۰۱ |
| بین‌المللی | لیگ قهرمانان اروپا    | ۱       | ۲۵–۲۰۲۴ |
| بین‌المللی | سوپر جام اروپا        | ۱       | ۲۰۲۵ |

- رکورد
- م رکورد مشترک